# Alcance de um projétil

O caminho de um projétil lançado de uma altura y0 tem um alcance d.

Alcance de um projétil, em física, assumindo uma Terra plana com um campo gravitacional uniforme e sem resistência do ar, é a distância horizontal previsível, que um projétil lançado com condições iniciais específicas, percorrerá.
O seguinte se aplica a faixas que são pequenas em comparação com o tamanho da Terra. Para maiores intervalos, consulte vôo espacial suborbital. A distância horizontal máxima percorrida pelo projétil, desprezando a resistência do ar, pode ser calculada da seguinte forma:

{\displaystyle d={\frac {v\cos \theta }{g}}\left(v\sin \theta +{\sqrt {v^{2}\sin ^{2}\theta +2gy_{0}}}\right)}
Onde
- d é a distância horizontal total percorrida pelo projétil.
- v é a velocidade em que o projétil é lançado
- g é a aceleração gravitacional - geralmente considerada como 9,81 m / s2 (32 f / s2) perto da superfície da Terra
- θ é o ângulo em que o projétil é lançado
- y0 é a altura inicial do projétil

Se y0 for considerado zero, o que significa que o objeto está sendo lançado em solo plano, o alcance do projétil será simplificado para:
{\displaystyle d={\frac {v^{2}}{g}}\sin 2\theta }